# فرودگاه لارسن بی
فرودگاه لارسن بی  (به انگلیسی: Larsen Bay Airport) یک فرودگاه همگانی با کد یاتا KLN است که یک باند فرود شن دارد و طول باند آن ۸۲۰ متر است. این فرودگاه در کشور ایالات متحده آمریکا قرار دارد و در ارتفاع ۲۷ متری از سطح دریا واقع شده است.